# Megalobrimus granulipennis
Megalobrimus granulipennis är en skalbaggsart som beskrevs av Stefan von Breuning 1954. Megalobrimus granulipennis ingår i släktet Megalobrimus och familjen långhorningar. Inga underarter finns listade i Catalogue of Life.